# Louis Perceau
Louis Perceau, né le 22 septembre 1883 à Coulon et mort le 20 avril 1942 à Paris, est un écrivain polygraphe français. 
Socialiste engagé, spécialisé en textes érotiques, proche d'Apollinaire, il usa de divers pseudonymes dont Helpey bibliographe poitevin, Dr Ludovico Hernandez (avec Fernand Fleuret), Alexandre de Vérineau, Un vieux journaliste, Radeville et Deschamps, Marquis Boniface de Richequeue

## Parcours
Tailleur d'habits de formation, Louis Perceau est à Paris dès 1901. Il devient rédacteur à La Guerre sociale et à La Vie socialiste et son militantisme socialiste lui vaut l'amitié de Jean Jaurès, Gustave Hervé ou Albert Thomas.
En octobre 1905, une affiche de l’Association internationale antimilitariste (AIA) intitulée « Appel aux conscrits » est placardée sur les murs de Paris. Le texte, violemment antimilitariste et antipatriote, appelle les conscrits à tourner leurs fusils vers les « soudards galonnés » plutôt que vers les grévistes, et appelle à la « grève immédiate » et à l’« insurrection » au jour d’une éventuelle déclaration de guerre.
L’affiche est signée de 31 noms dont Miguel Almereyda, Victor Camus, Amilcare Cipriani, Émile Coulais, Charles Desplanques, Auguste Garnery, Louis Grandidier, Jules Le Guéry, Eugène Merle, Félicie Numietska, Émile Pataud, Louis Perceau, Lazare Rogeon, Han Ryner, Roger Sadrin, Laurent Tailhade et Georges Yvetot.
Vingt-huit des signataires (Han Ryner, Lefèvre et Laurent Tailhade ne sont pas poursuivis) sont inculpés. 
À l'issue du procès qui se déroule du 26 au 30 décembre 1905, deux prévenus sont acquittés et les 26 autres condamnés chacun à 100 francs d’amende et à des peines de prison allant de 6 mois à 4 ans de prison. Louis Perceau est condamné à 6 mois.
Il participe ensuite activement à la refondation du Parti socialiste en 1920.
Perceau est également passionné par la poésie satirique, les écrits érotiques et la recherche bibliographique savante. Ses deux ouvrages les plus réputés reflètent bien ses passions : L’Enfer de la Bibliothèque nationale avec Guillaume Apollinaire et Fernand Fleuret publié en 1913 ; La Redoute des contrepèteries publié en 1934. Son patronyme est lui-même l'objet d'une contrepèterie sur "Avez-vous lu Perceau ?" ("Avez-vous l'air puceau ?").
Il usait de facétieux pseudonymes, parfois partagés avec Fleuret, parce qu'il est fiché depuis 1906 par la police et afin de couvrir ses publications poétiques licencieuses et ses présentations d'ouvrages érotiques issus du corpus du Grand Siècle ou des Lumières. Il collabora plus ou moins secrètement en tant que conseiller éditorial auprès des éditions Briffaut, de Maurice Duflou, de Jean Fort et sans doute de René Bonnel.
Début 1942, il entre en résistance et se lance dans un procès contre la revue antisémite Je suis partout mais décède peu après.
Ses cendres se trouvent au columbarium du Père-Lachaise (case no 976).

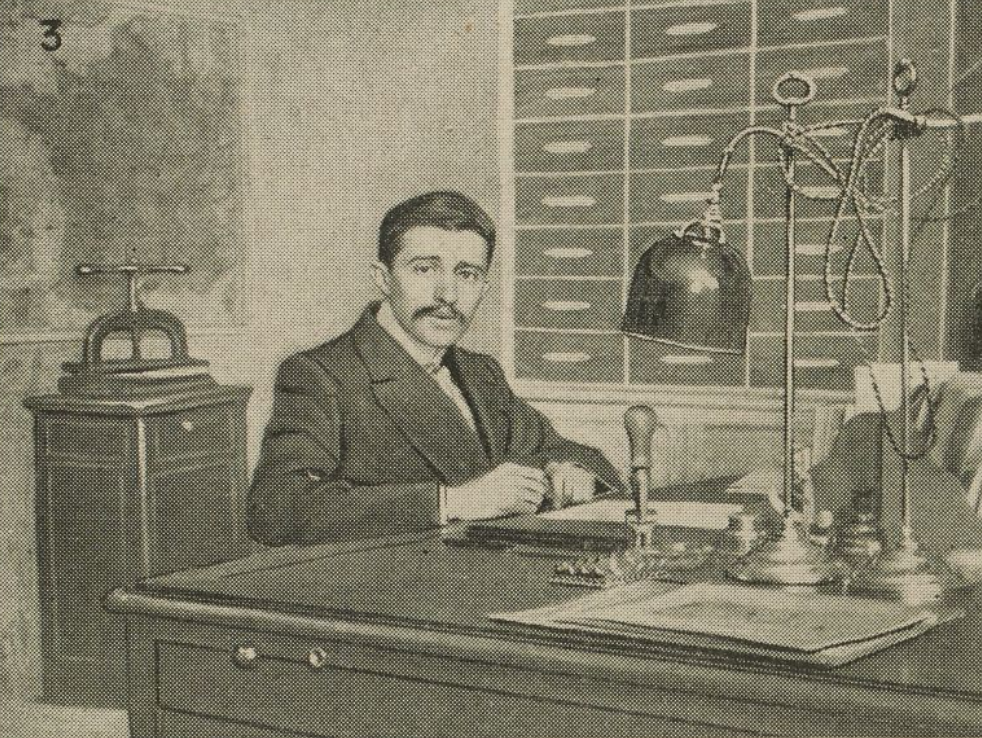
Louis Perceau dans Excelsior du 10 mai 1911.

## Principaux ouvrages
- avec Guillaume Apollinaire et Fernand Fleuret : L'Enfer de la Bibliothèque nationale, Mercure de France, Paris, 1913 [réédition en 1919]
- avec Fernand Fleuret : Les Œuvres satyriques du sieur de Sigogne : première édition complète, d'après les recueils et manuscrits satyriques, avec un discours préliminaire, des variantes et des notes, Paris, Bibliothèque des curieux, 1920.
- Ludovico Hernandez [Perceau et Fleuret] : Les Procès de bestialité aux XVIe et XVIIe siècles, Paris : Bibliothèque des Curieux, 1920.
- Dr Ludovico Hernandez (Fleuret et  Perceau), Les Procès de sodomie aux XVI e, XVII e et XVIII e siècles, publiés d’après les documents judiciaires conservés à la BNF, Paris, Bibliothèque des Curieux, 1920
- Ludovico Hernandez [Perceau et Fleuret] : Le Procès inquisitorial de Gilles de Rais (Barbe-Bleue), maréchal de France, avec un essai de réhabilitation, Paris, Bibliothèque des curieux, 1921, 210 p., [lire en ligne].
- avec Fernand Fleuret : Les Satires françaises du XVIe siècle, recueillies et publiées, avec une préface, des notices et un glossaire, Paris, Garnier frères, 1922 - dont des poèmes de Jean de Boyssières
- [Fernand Fleuret et Louis Perceau] : Contes saugrenus, Pierre Sylvain Maréchal, notice et bibliographie par le chevalier de Percefleur, Paris, Bibliothèque des Curieux, 1927
- Helpey [L. Perceau] : Le Cabinet secret du Parnasse, recueil de poésies libres, rares ou peu connues pour servir de supplément aux œuvres dites complètes des poètes français, Au Cabinet du livre, 1928
- Helpey [L. Perceau] : Bibliographie du roman érotique au XIXe siècle : donnant une description complète de tous les romans, nouvelles et autres ouvrages en prose, publiés sous le manteau, en français de 1800 à nos jours, et de toutes leurs réimpressions, G. Fourdrinier, 1930
- Helpey [L. Perceau] : Vie anecdotique de Jean de La Fontaine, G. Briffaut, 1933
- Louis Perceau (ill. Jacques Touchet), La Redoute des contrepèteries, G. Briffaut, coll. « Le coffret du bibliophile illustré » (1re éd. 1934) (lire en ligne) La Redoute des contrepèteries, Versailles, G. Briffaut, 1992    (Wikisource)
- avec Geneviève Thibault, Bibliographie des poésies de Ronsard mises en musique au XVIe siècle, Paris, Société française de musicologie, 1941 - notice sur Antoine de Bertrand
- [posthume] Contes de la Pigouille, éditions du Marais, 1967 - illustré par Pierre Bugeant, ce recueil contient 20 contes écrits en 1916-1920

Ouvrages non datés :
- Histoires raides pour l'instruction des jeunes filles, illustré